# Große Kompression
Als Große Kompression (vom englischen Great Compression) wird in der Wirtschaftsgeschichte ein Zeitraum von Anfang bis Mitte des 20. Jahrhunderts bezeichnet, in dem sich Unterschiede in Einkommen und Vermögen in vielen Industrienationen verringerten. In Europa begann die Nivellierung der Vermögens- wie Einkommensungleichheit im Laufe des Ersten Weltkrieges. In den USA und Japan setzte diese Phase in den frühen 1940er Jahren ein. Erst in den siebziger Jahren begann in den meisten Ländern wieder eine Phase der Entegalisierung. Die Bezeichnung geht auf einen 1992 veröffentlichten Aufsatz der Ökonomen Claudia Goldin und Robert Margo zurück.

## Weitere Details
Goldin und Margo schreiben in ihrem Aufsatz über die Great Compression:

„Als die Vereinigten Staaten aus der Phase des Kriegs und der Depression heraustraten, wiesen sie nicht nur eine wesentlich geringere Arbeitslosigkeit auf als zuvor, sie hatten zudem auch eine Einkommensstruktur, die egalitärer war als jede spätere.“

Eine spätere Analyse von Einkommensteuerbeiträgen durch die Ökonomen Thomas Piketty und Emmanuel Saez zeigte, dass auf diese in den 1940er Jahren einsetzende Phase bis in die 1970er die Einkommen in den USA nur geringfügig auseinanderliefen. Seit den 1980ern setzte dann massiv eine wachsende Ungleichheit der Einkommen ein, verbunden mit einer Vermögenskonzentrationen. Ähnliches gilt für das Vereinigte Königreich und Kanada. Als Ursache gilt die Abschaffung oder Verringerung der Steuerprogression. Denn in Staaten, die die Steuerprogression beibehielten, wie Frankreich und Japan, trat die Einkommensungleichheit und Vermögenskonzentration nicht im selben Maße auf. Nach Paul Krugman ist die Große Kompression in den USA auf die New-Deal-Politik Franklin Roosevelts zurückzuführen, darunter auf eine stark ansteigende Steuerprogression, die steigende Verhandlungsmacht der Gewerkschaften sowie die erhebliche Reduzierung der Lohnspreizung durch die Lohnkontrollen im Rahmen des New National War Labor Board ab 1942. Die Effekte hätten bis Anfang der 1980er Jahre angehalten.
Die Massenmobilisierung in den beiden Weltkriegen durch die Krieg führenden Mächte erforderte finanzpolitische Entscheidungen, welche die Ungleichheit verringerten. Die Einkommensungleichheit wurde besonders durch die Anhebung der Spitzensteuersätze und der aggressiven Besteuerung kriegsbedingter Übergewinne verringert. Die Vermögensungleichheit hingegen wurde durch die Vergemeinschaftung von Land und Industrie(bereichen) sowie die Beschränkung der Pacht reduziert.
In China und Russland wurde durch die kommunistischen Revolutionen ebenfalls eine erhebliche Nivellierung der Vermögens- und Einkommensungleichheit erzwungen. Anders als in den kapitalistischen Ländern verlor dabei selbst die Mittelschicht an Einkommen und Vermögen relativ zur Gesamtbevölkerung.